# مات ليفين
مات ليفين (مواليد 17 فبراير 1982) (بالإنجليزية: Matt Levine)‏ رجل أعمال أمريكي معروف بمشاريعه في مجال العلامات التجارية والضيافة. يمتلك ليفين شركة للأغذية والمشروبات في وسط مدينة نيويورك، وهي شركة مستقلة. 